# Dragensdorf
Dragensdorf este o comună din landul Turingia, Germania.